# Nezumia proxima
Nezumia proxima es una especie de pez de la familia Macrouridae en el orden de los Gadiformes.

## Morfología
• Los machos pueden llegar alcanzar los 37 cm de longitud total.

## Hábitat
Es un pez de aguas profundas que vive entre 355-910 m de profundidad.

## Distribución geográfica
Se encuentra al sur del Japón el Mar de la China Oriental y Filipinas.